# Руднев, Павел Андреевич

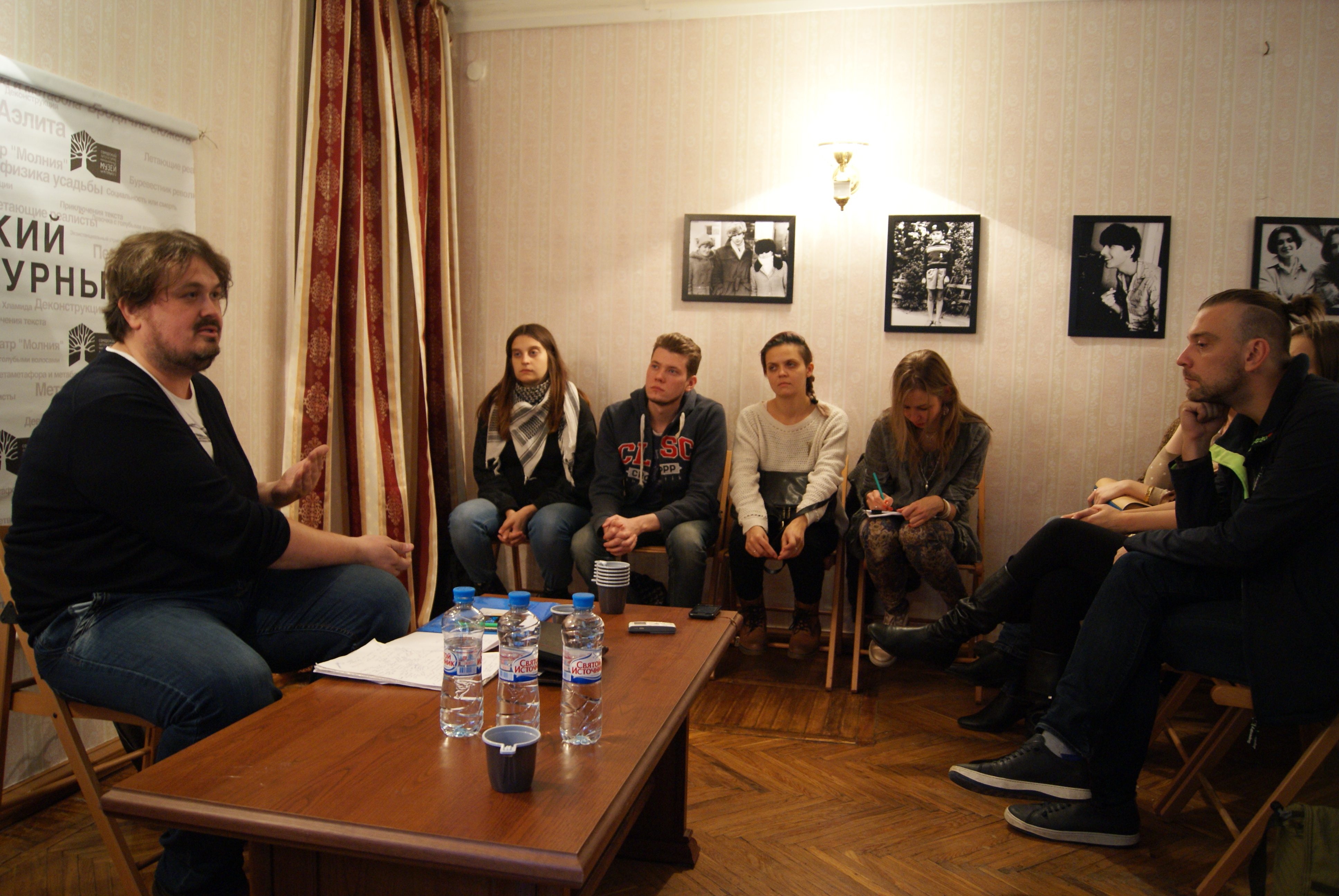
Павел Руднев на фестивале «Левановка» в Самаре, посвященном памяти драматурга Вадима Леванова в 2015 году.

Павел Андреевич Руднев (род. 22 апреля 1976, Химки, Московская область) — российский театровед, театральный критик, арт-менеджер, кандидат искусствоведения. Доцент школы-студии МХАТ и Высшей школы деятелей сценического искусства им. Г. Г. Дадамяна. Помощник художественного руководителя МХТ имени А. П. Чехова и ректора Школы-студии МХАТ. Один из крупнейших исследователей современного театрального процесса в России. Лауреат Премии города Москвы в области литературы и искусства (2021) в номинации «искусствоведение» за книгу «Драма памяти. Очерки истории российской драматургии. 1950—2010-е».

## Биография
Родился 22 апреля 1976 года в городе Химки.
В 1998 году окончил театроведческий факультет ГИТИСа, курс Натальи Крымовой по специализации «современная драматургия». В 2001 году получил ученую степень кандидата искусствоведения, защитив в Государственном институте искусствознания диссертацию на тему «Театральные взгляды Василия Васильевича Розанова».

## Научная и преподавательская деятельность
Рудневым опубликовано более тысячи статей о театре в различных изданиях: «Знамя», «Октябрь», «Новый мир», «Театр», «Современная драматургия», «Топос», научных сборниках и коллективных монографиях. С 2003 по 2018 год преподавал в ГИТИСе, выпустил три курса театроведов. В настоящий момент преподает в Высшей школе деятелей сценического искусства Г. Дадамяна, ведет курс «Театроведение и драматургия» в Высшей театральной школе Константина Райкина. Читал лекции в РГГУ, Новосибирском театральном институте, в различных вузах и для интернет-проектов (курс о театре для ресурса «Постнаука»).
Активно выступает с лекциями в разных точках мира. Среди наиболее известных зарубежных конференций: Central Asian Caravan Meeting, Nordic Showcase & Drama Forum. Много времени проводит в российской театральной провинции, обсуждает спектакли на труппе, модерирует читки и дискуссии, проводит лаборатории и семинары.

В 2018 году вышла книга Руднева «Драма памяти. Очерки истории российской драматургии от Розова до наших дней», представляющая внушительное по масштабу исследование отечественной драматургии с 1950-х годов по настоящее время. В монографии исследуется творчество Виктора Розова, Людмилы Петрушевской, Николая Коляды, Елены Греминой, Михаила и Вячеслава Дурненковых, Ивана Вырыпаева, Ирины Васьковской и многих других. Отдельная глава посвящена документальному театру: этике, эстетике, развитии и роли в современном театральном процессе.
Книга Павла Руднева — это попытка посмотреть традицию российского театра, начиная с «Оттепели». Выяснить, как традиция советская так или иначе неожиданным образом преломляется, продолжается в нынешнем театре. Лейтмотив книги Павла Руднева в том, что тотальное изменение — это иллюзия. Нам кажется, что катаклизмы всегда отменяют предыдущую традицию, но выясняется, что нет. Книга пытается исследовать, что наследуется, как эта матрица воспроизводится. Это замечательная точка отсчета — откуда мы и куда придем".
Ирина Прохорова
«Одна из потаенных целей этой книги — понять… какие невидимые нити сшивают поколения, не видевшие друг друга», — признается Павел Руднев в предисловии. На страницах его труда эта встреча поколений происходит, реплики складываются в диалог, действия приводят к событию — обретению памяти. Словом, происходит ровно то, что крайне значимо не только для искусствоведов или историков театра, но и, уверен, для каждого из нас, живущих здесь и сейчас и имеющих право и ответственность помнить." 
Александр Демахин, «Учительская газета», № 25 от 19 июня 2018 года

## Деятельность театрального критика
В разные годы был экспертом премии «Золотая Маска» и куратором программы «Маска Плюс». В разные годы — ридер и член жюри крупнейших российских и международных драматургических конкурсов: «Евразия», «Кульминация», «Любимовка», «Ремарка» и других. Член редколлегии журнала «Современная драматургия». Работал в газете «Дом актёра», «Независимой газете», журнале «Ваш досуг».
С 2004 по 2011 год являлся арт-директором Центра им. Вс. Мейерхольда.
С 2018 года является программным директором театрального фестиваля «Толстой Weekend» в Ясной Поляне.
В 2011—2019 годах был помощником художественного руководителя МХТ им. А. П. Чехова Олега Табакова.
Ведет видеоблог о премьерах на Youtube-канале «Гатин». С 2020 года совместно с Варварой Шмыковой ведёт подкаст «В своём репертуаре» студии подкастов «Либо/Либо».

## Деятельность переводчика
Перевел ряд пьес современных зарубежных драматургов на русский язык. Среди авторов: Мартин МакДонах («Лейтенант с острова Инишмор», «Человек-подушка», «Однорукий из Спокана»), Марк Равенхилл («Страх и нищета»), Джеймс Патрик Донливи («Сказки Нью-Йорка»), Ингеборга фон Цадов («Я и ты», «Помпиния»), Роб Беккер («Дикарь защищается»), Мика Мюллюахо («Паника»), Джон Майтон («Прощальное сияние»), Морис Панич («Соглядатай»), Эскин Отто («Дуэт»), Метвали Дорота, Метвали Мухамед Ханаа («Багдадский цирюльник (Юсиф и Ясмина)» и другие.

## Общественная деятельность
В 2015 году подписал открытое письмо театральных критиков России, призывающее распустить экспертный совет «Золотой маски» в связи со скандалом вокруг премии. Бойкот также объявили режиссёры Кирилл Серебренников и Константин Богомолов, отказавшись от участия в премии.

В 2016 году подписал открытое письмо ректору РГГУ по поводу увольнения Вадима Гаевского. 
«Мы считаем это увольнение несправедливым и оскорбительным. На специалистов такого уровня не могут распространяться законы, касающиеся возрастного ценза. Кроме того, нам всем хорошо известно, что профессора остаются трудоспособными, читают лекции, выступают в печати. В настоящее время Гаевский работает над новой книгой, отрывки из которой уже публикуются. Эти люди достойны исключительно уважительного отношения, статуса почетных профессоров и т. д.»
В 2017 году вместе с более чем 300 театральными деятелями потребовал закрыть дело «Седьмой студии» и освободить фигурантов дела, считая политический процесс «демонстрацией силы, а само дело политически мотивированным». 
«Настоящая причина преследования Серебренникова — в „неправильных“ спектаклях и „неправильной“ гражданской позиции. Правила финансовой отчетности для театра сформулированы так, что их невозможно не нарушать без ущерба творческой работе — это подтвердит любой директор, режиссёр, продюсер, работающий в государственном театре. Такая ситуация создает идеальную среду для цензуры и контроля»

### Книги
- Руднев, Павел Андреевич. Театральные взгляды Василия Розанова . — М.: Аграф, 2003. ISBN 5-7784-0240-6 (в пер.)
- Руднев, Павел Андреевич. Драма памяти. Очерки истории российской драматургии от Розова до наших дней. М, 2017

### В качестве составителя
- Путин.doc. Девять революционных пьес. Тверь, Колонна, 2005
- 7 современных финских пьес. М, Издательство «Три квадрата», 2008. — 400 с[34].
- Мартин Макдонах. «Человек-подушка» и другие пьесы. М, Издательство «Коровакнига», 2008. — 376 с.[35][36]

### Избранные публикации на английском языке
- P. Rudnev The new play dramaturgy in Russia // The Routledge Companion to Dramaturgy. (by Magda Romanska). USA. 2014 p. 62[37]
- Pavel Rudnev Let’s talk about faith // Theaterbrief aus Moskau — Political Theatre in Russia in the Year 2014[38]
- Pavel Rudnev The Theatrical Blogosphere in Russia. // Critical Stages. Issue 9. Published on February 13th, 2014[39]
- Pavel Rudnev Re-Engineering Business Procedures in Theatre.// Novy Mir, No. 3, 2008[40]